# Şəki (district)
Şəki (ook geschreven als Sheki of Shaki) is een district in Azerbeidzjan.
Şəki telt 112.000 inwoners (01-01-2012) op een oppervlakte van 2430 km²; de bevolkingsdichtheid is dus 46,1 inwoners per km².
De hoofdstad is het gelijknamige Şəki, dat echter zelf geen deel uitmaakt van het district.